# Afrikaspiele 2019/Leichtathletik – 20 km Gehen der Frauen
Das 20-km-Gehen der Frauen bei den Afrikaspielen 2019 fand am 28. August in Rabat statt.
Neun Geherinnen aus sechs Ländern nahmen an dem Wettbewerb teil. Die Goldmedaille gewann Emily Wamusyi Ngii mit 1:34:41 h, was auch ein neuer Rekord der Afrikaspiele war. Silber ging an Grace Wanjiru Njue mit 1:34:57 h und die Bronzemedaille gewann Yehualeye Beletew Mitiku mit 1:35:21 h.

## Rekorde
| Weltrekord        | Liu Hong           | 1:24:38 h | A Coruña, Spanien                           | 6. Juni 2015       |
| Rekord der Spiele | Grace Wanjiru Njue | 1:38:28 h | Afrikaspiele in Brazzaville, Republik Kongo | 15. September 2015 |

## Ergebnis
28. August 2019, 7:30 Uhr
| Platz | Athletin                 | Land      | Zeit (h)   |
| ----- | ------------------------ | --------- | ---------- |
|       | Emily Wamusyi Ngii       | Kenia     | 1:34:41 GR |
|       | Grace Wanjiru Njue       | Kenia     | 1:34:57    |
|       | Yehualeye Beletew Mitiku | Äthiopien | 1:35:21    |
| 4     | Chahinez Nasri           | Tunesien  | 1:36:28    |
| 5     | Souad Azzi               | Algerien  | 1:38:48    |
| 6     | Mare Betwe Getahun       | Äthiopien | 1:41:00    |
| 7     | Fadekemi Florence Olude  | Nigeria   | 1:41:21    |
| 8     | Aynalem Eshetu Shefrawe  | Äthiopien | 1:44:41    |
| 9     | Amira Ibrahim            | Ägypten   | 1:50:54    |